# Балобан
Балоба́н (лат. Falco cherrug) — вид хищных птиц семейства соколиных. Питается птицами, грызунами. В России и Казахстане — редкий гнездящийся, кочующий, в некоторые годы частично оседлый вид.

## Описание, распространение
Балобан — птица длиной до 60 см. Распространён по горам на юге Сибири, в Предбайкалье, до 55-й параллели, в Забайкалье по Селенгинской, по всей территории Казахстана, в Средней и Центральной Азии. Несколько сотен особей обитают в странах Центральной и Восточной Европы (Венгрия, Румыния, балканские страны), в Туркменистане балобан вымер.
В начале октября птицы кочуют. Иногда образуют большие скопления в Селенгинской степи вдоль границы с Монголией.
В Казахстане на пролёте встречается по всей территории, гнездится на открытых участках, зимует в предгорьях Алтая и Тянь-Шаня.
Численность балобана всюду низкая. С 1990 года в заповеднике Галичья Гора создан питомник по разведению балобана.

## Этимология
Балобан, схожее название Балабанъ отмечено в словаре А. Г. Преображенского, в значении «большой ястреб», как сибирское диалектное. Авторы сводки «Птицы Советского Союза» считают, что это слово было неизвестно до XVIII в. и указывают, что оно происходило от персидского названия птиц. Иранские сокольники называют этих мигрирующих птиц balaban, а птиц гнездящейся популяции sharg (шарг). Слово шарг близко к индийскому их названию «cherrug», от которого образовано видовое латинское. Возможно, слово для русского названия этого охотничьего сокола заимствовано из тюркских языков, где существует ряд слов сходного звучания и близкой семантики — balaban в значении «большой» и balban — «силач», «борец». Балапан с ногайского переводится как «цыпленок», у сокола основание клюва жёлтого цвета, как у цыплят.

## Питание
Основа питания балобана — мелкие млекопитающие: суслики, пищухи, в южных районах также крупные ящерицы. Ловит птиц на земле и в воздухе — каменных и пустынных куропаток, голубей, рябков, крупных воробьиных.

## Размножение
В местах гнездования птицы появляются в апреле. Гнездятся на уступах скал, степных холмах, занимая старые гнезда мохноногого курганника, канюка, ворона, вороны.
Ремонтируют гнезда сухими ветками и побегами кустарника, лоток выстилают шерстью животных, кусочками сухой шкуры тарбагана, суслика. Самка откладывает 3—5 красно-бурых яиц с тёмно-бурыми пятнами и насиживает их в течение месяца. Самец кормит самку в период насиживания.
Птенцов выкармливают мелкими птицами, сусликами, полёвками, пищухами. Через полтора месяца птенцы начинают летать.

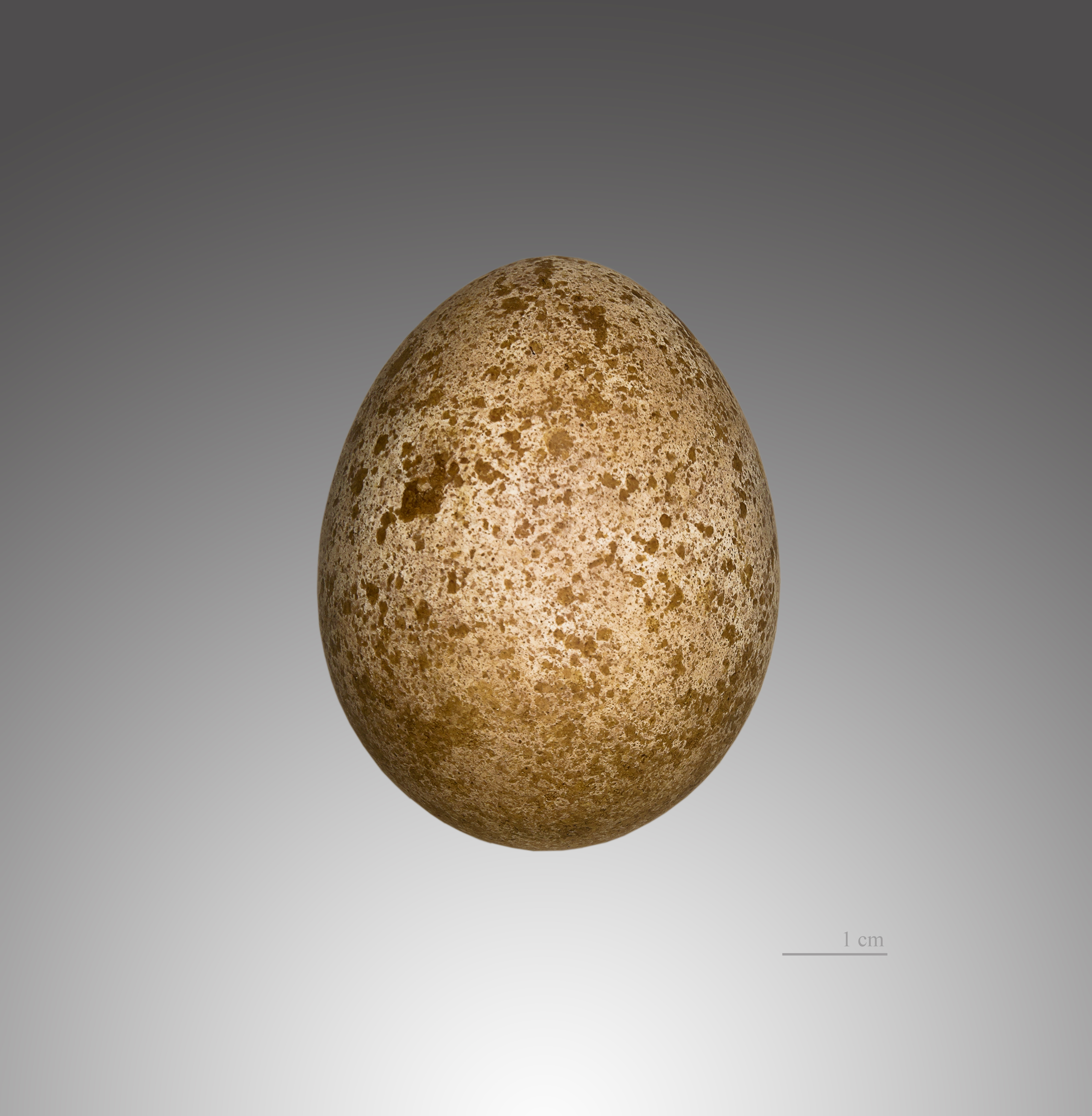
Яйцо в Тулузском музее
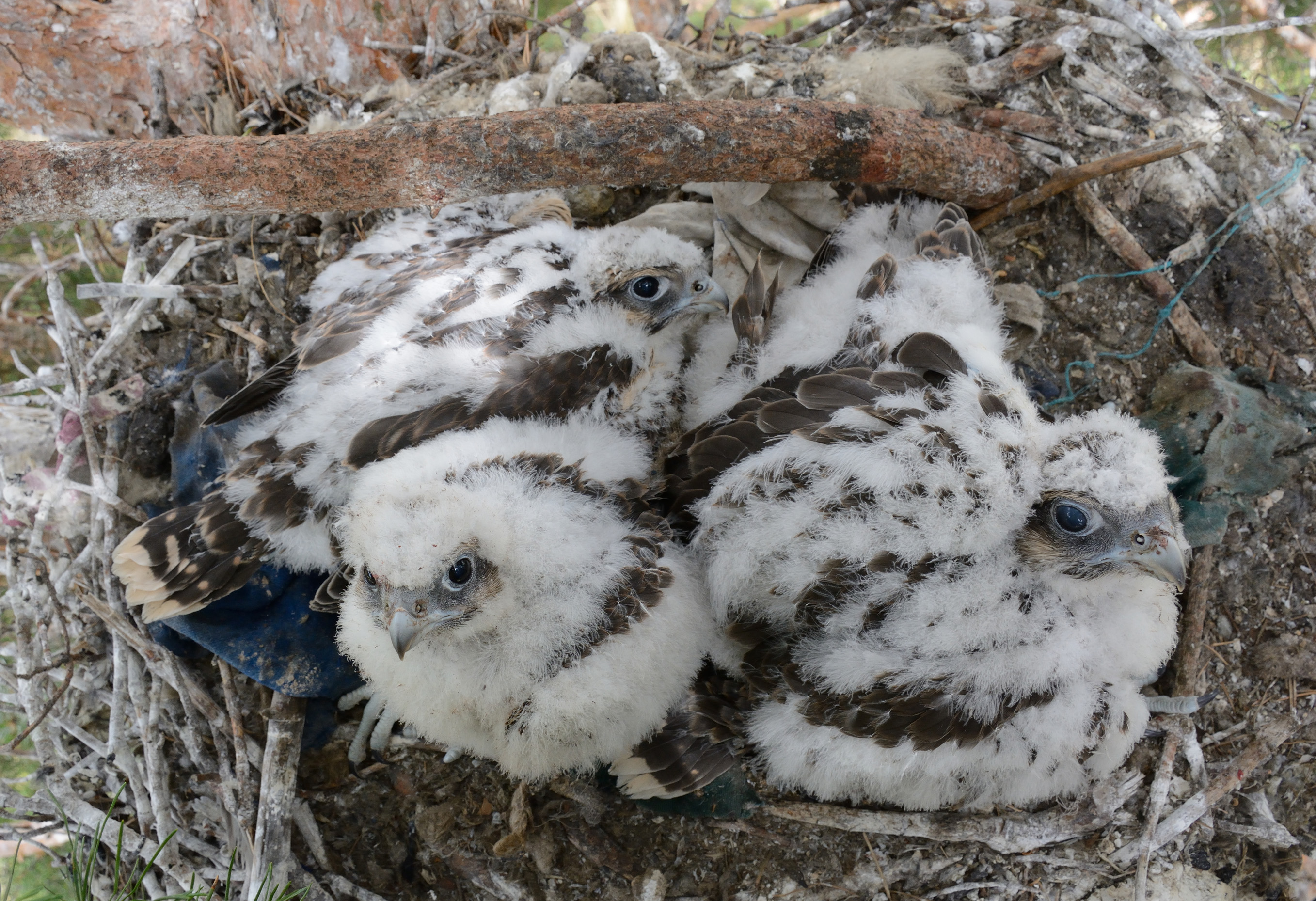
Птенцы балобана в гнезде на сосне обыкновенной. Россия, республика Тыва

## Галерея

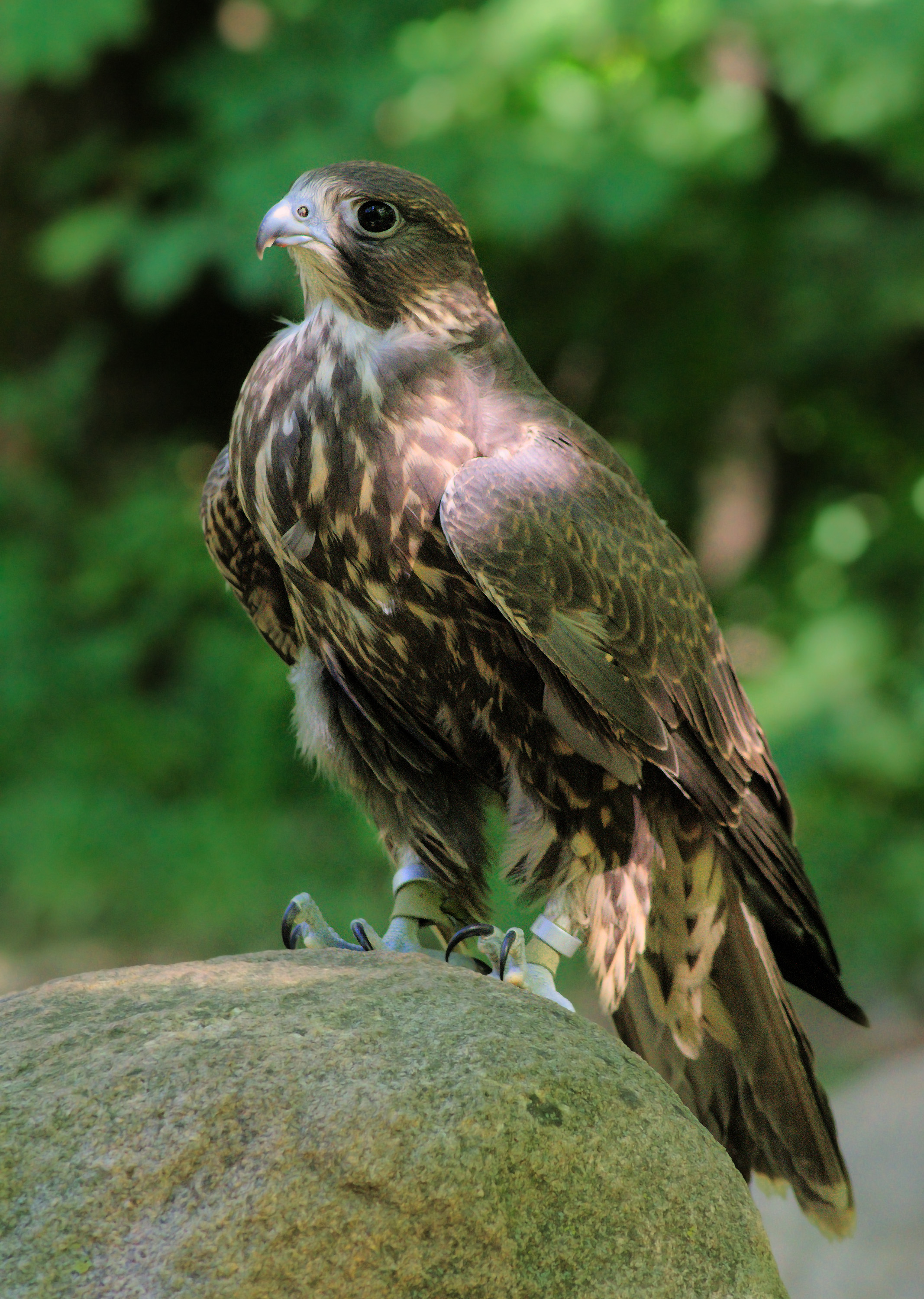
Сокол балобан на обучении
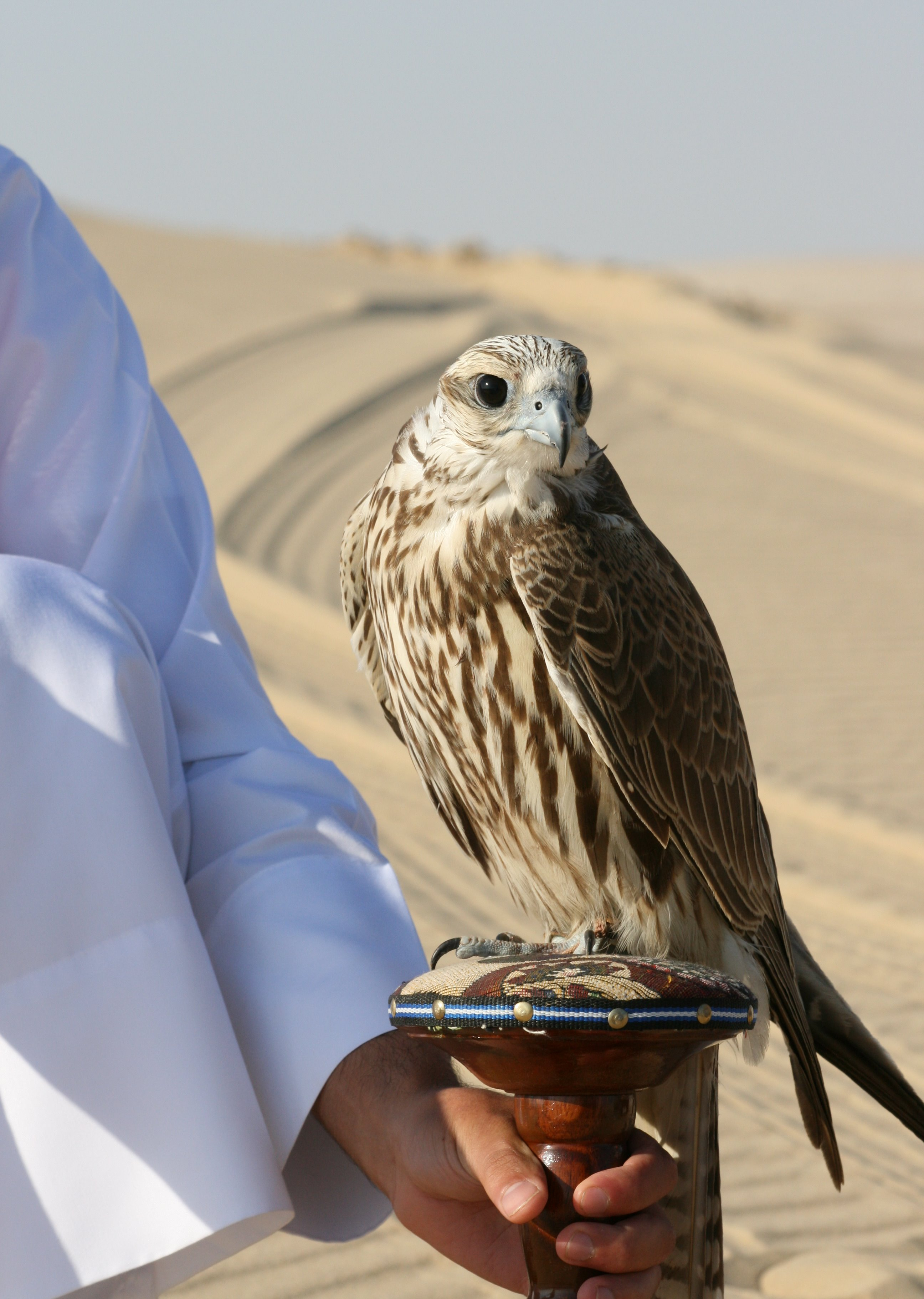
Балобан, которого держат для соколиной охоты
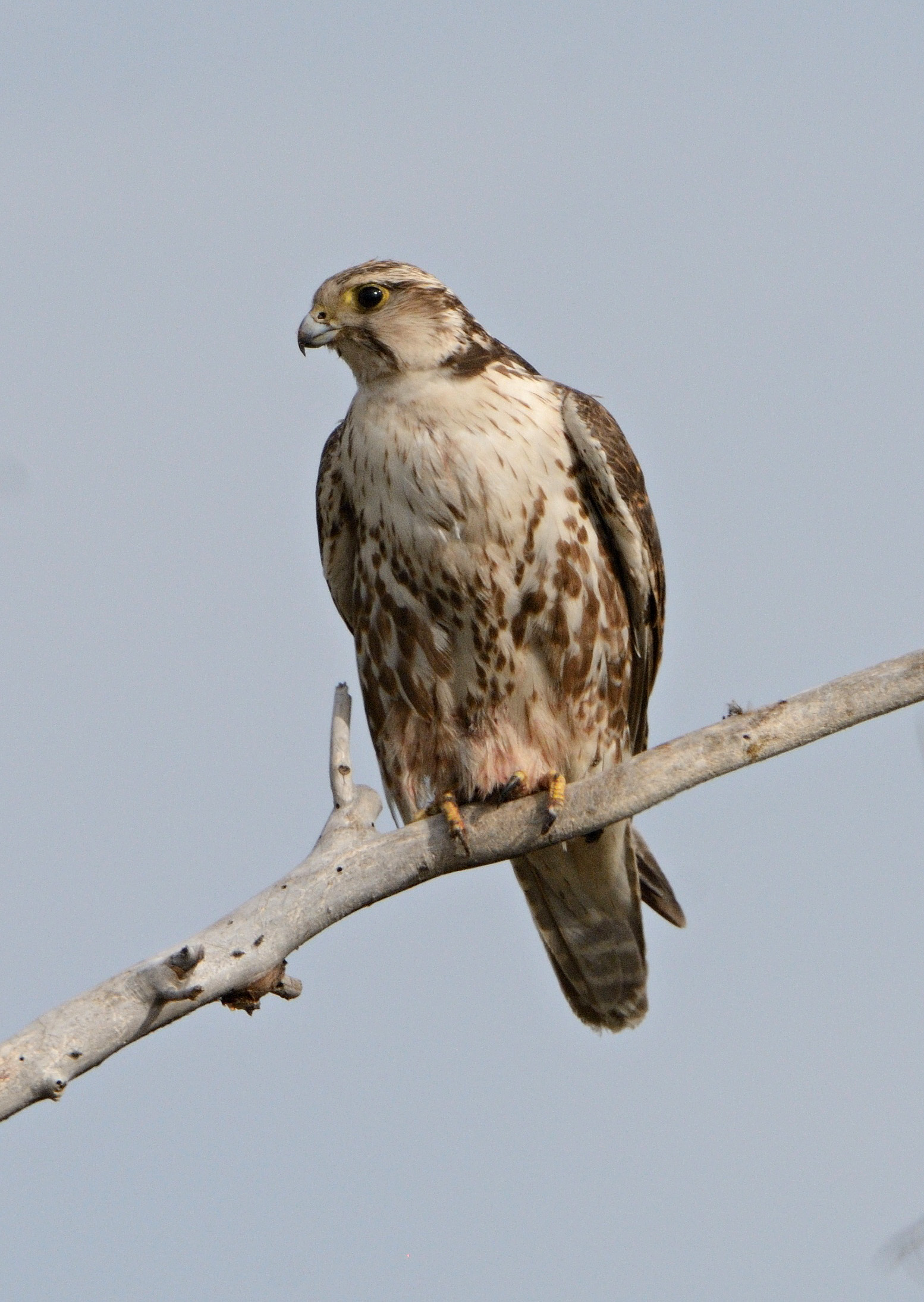
Самка балобана на гнездовом участке (республика Тыва)
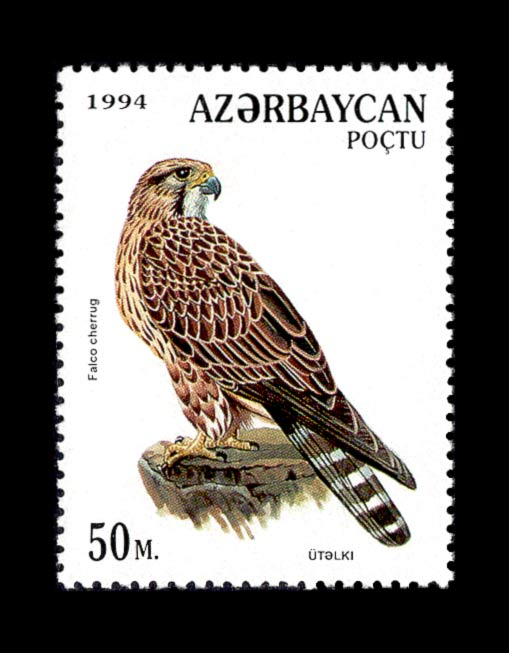
Балобан на почтовой марке Азербайджана

## Взаимодействие с человеком и охранный статус
Популяция балобана в мире, включая Россию, Казахстан и Монголию, постепенно сокращается. По оценкам биологов, с 1992 по 2013 годы общемировая популяция сократилась на 47 %. Основными негативными факторами, влияющими на неё, являются:
- Нелегальный отлов с целью контрабанды соколов преимущественно в арабские страны, где популярна соколиная охота;[13]
- Легальный отлов на миграциях в Монголии, который был прекращен в 2013 г.;
- Гибель птиц на воздушных линиях электропередачи;
- Отравление пестицидами (косвенно, через поедание грызунов) и ядами, используемыми для уничтожения грызунов (преимущественно на миграциях в Монголии)
- Разорение гнёзд людьми, в основном при спиливании столбов ЛЭП, на которых часто располагаются гнёзда. В республике Тува на протяжении 1990-х гг. провода с большинства ЛЭП были украдены, а столбы используются как строительный материал;
- Беспокойство;
- Сокращение численности естественной добычи;
- Изменение климата;
- Разрушение местообитаний[14][15][16].

Балобан включён в Красную книгу МСОП и в Приложение II Конвенции о международной торговле видами дикой фауны и флоры, находящимися под угрозой исчезновения (СИТЕС). Последнее значит, что для вывоза балобана из стран-участниц СИТЕС необходимо разрешение административного органа СИТЕС.
В августе 2014 года Координационный центр Меморандума о взаимопонимании по сохранению мигрирующих хищных птиц в Африке и Евразии был принят Международный план действий по балобану на 2015—2024 годы.
Балобан включён в Красную книгу РФ. Постановлением Правительства РФ от 31 октября 2013 года балобан включён в список особо ценных видов, за незаконную добычу, содержание, приобретение, хранение, перевозку, пересылку и продажу, а также контрабанду которых наступает уголовная ответственность.

### Необходимые охранные меры
Для защиты балобана необходимы следующие меры:
- Расширение сети ООПТ;
- Противодействие контрабанде силами таможни;
- Птицезащитные решения и мероприятия на воздушных линиях электропередачи;
- Разведение в неволе с целью выпуска части птиц в природу;
- Биотехнические мероприятия (установка гнездовых платформ).

### Статус вида в Казахстане
В 1990 году на территории Казахстана насчитывалось около 5000 гнездящихся пар. По самым оптимистичным оценкам орнитологов в 2015 году численность балобана сократилась до 1500 пар. На сегодня, по мнению экспертов, их может быть не более 500. Таким Казахстан потерял 90 % численности своих популяций балобана. Основная причина — нелегальный отлов и вывоз для целей соколиной охоты в страны Персидского залива.
Случаи задержания нелегально вывозимых балобанов на границе регистрируются ежегодно. В 2015 году Казахстанская ассоциация сохранения биоразнообразия (АСБК включила балобана в список видов, по которым ведётся активная работа по пресечению нелегального трафика. В партнерстве с Кинологическим центром Министерства финансов РК несколько поисковых собак были обучены определению запаха балобана.
Внесён в Красную книгу Казахстана. За незаконное изъятие балобана из дикой природы предусмотрен штраф за возмещение вреда (700 месячных расчётных показателей, или 2 415 000 тенге в 2023 году, около $5000).
Три сменявших друг друга министра экологии (Мирзагалиев, Брекешев, Сулейменова) давали поручения разработать план по восстановлению численности балобана в Казахстане, но его до сих пор нет. 6 сентября уже бывший министр Зульфия Сулейменова сообщила: «Мы также выявили сеть по контрабанде краснокнижных соколов-балобанов, но не успели проработать вопрос по её ликвидации». Эксперты считают, что для борьбы с незаконным отловом и вывозом балобанов в Казахстане также необходимо создание групп общественных инспекторов, открытие «горячей» телефонной линии для анонимного сообщения о нарушениях, повышение прозрачности ввоза и вывоза объектов дикой природы через привлечение, помимо таможенных и пограничных служб, других государственных органов и поддержка журналистских расследований.
В 2020 году Казахстанская ассоциация сохранения биоразнообразия объявила балобана Птицей года.

## В культуре и мифологии
Венгерская мифическая птица турул, предположительно, была балобаном (венг. kerecsensólyom), и сейчас балобан является национальной птицей Венгрии.

## Комментарии
1. ↑  Ударение на третий слог — согласно «Биологическому энциклопедическому словарю» Гилярова (1986)[2].